# Kunzea rupestris
Kunzea rupestris är en myrtenväxtart som beskrevs av William Faris Blakely. Kunzea rupestris ingår i släktet Kunzea och familjen myrtenväxter. Inga underarter finns listade i Catalogue of Life.